# Système d'économie de jetons
Un système d'économie symbolique ou système d'économie de jetons est un système de gestion des contingences basé sur le renforcement systématique du comportement cible. Les renforts sont des symboles ou jetons qui peuvent être échangés contre d'autres renforts. Une économie symbolique est basée sur les principes du conditionnement opérant et de l'économie comportementale et peut se situer dans le cadre de l'analyse comportementale appliquée. Dans les milieux appliqués, les économies symboliques sont utilisées avec les enfants et les adultes. Elles ont été notamment modélisées avec succès chez des pigeons en laboratoire.

## Exigences de base
Trois conditions sont fondamentales pour un système d'économie symbolique.

### Jetons
Les jetons doivent être utilisés comme renforts pour être efficaces. Un jeton est un objet ou un symbole qui peut être échangé contre des renforts matériels, des services ou des privilèges (renforts de secours). Dans les réglages appliqués, une large gamme de jetons a été utilisée : pièces de monnaie, marques de contrôle, images de petits soleils, points sur un comptoir. Ces symboles et objets n'ont pas de valeur comparable en dehors de la relation patient-clinicien, mais leur valeur réside dans le fait qu'ils peuvent être échangés contre d'autres choses. Techniquement parlant, les jetons ne sont pas des renforts primaires, mais des renforts secondaires ou appris. De nombreuses recherches ont été menées sur le renforcement symbolique, y compris des études sur des animaux.

### Renforceurs de secours
Les jetons n'ont pas de valeur intrinsèque, mais peuvent être échangés contre d'autres événements de renforcement : les renforts de secours. La plupart des économies symboliques offrent un choix de renforts d'appoint différents qui peuvent être pratiquement n'importe quoi. Certains renforts possibles peuvent être :
- Renforceurs matériels : bonbons, cigarettes, journaux, argent (bien que l'argent ait une valeur en dehors de la relation patient-clinicien).
- Services : petit-déjeuner au lit, nettoyage de la chambre, activités.
- Privilèges et autres extras : laissez-passer pour quitter le bâtiment ou la zone, permission de rester au lit, appels téléphoniques, avoir votre nom ou votre photo sur le mur.

Les renforts de secours sont choisis en fonction de l'individu ou du groupe pour lequel l'économie symbolique est mise en place, ou encore, selon les possibilités dont dispose le personnel. Avant de commencer, le personnel décide combien de jetons doivent être payés pour chaque renforçateur de secours. Souvent, les listes de prix sont exposées ou remises aux clients. Certains renforts de secours peuvent être achetés à tout moment, d'autres temps d'échange sont limités (par exemple les heures d'ouverture d'un magasin de jetons).

### Comportements cibles spécifiés
Il existe un large éventail de comportements cibles possibles : autosoins, participation à des activités, comportement académique, comportement perturbateur. Une économie à jeton est plus qu'une simple utilisation de jetons échangeables. Pour qu'une économie symbolique fonctionne, les critères doivent être précisés et clairs. Un membre du personnel qui donne des jetons à un client simplement parce qu'il juge qu'il se comporte positivement ne fait pas partie d'une économie symbolique parce que ce n'est pas fait de façon systématique. Parfois, les manuels des clients indiquent combien de jetons peuvent être gagnés par chaque comportement cible. Par exemple, si faire le lit est un comportement cible, le personnel et les clients doivent savoir à quoi ressemble un lit bien fait : les draps doivent-ils être mis sous le matelas, le coussin sur le dessus ? Cependant, ces spécifications sont souvent difficiles à faire : les comportements tels que manger poliment et la coopération positive sont difficiles à préciser. Tout en planifiant combien de jetons peuvent être gagnés par chaque comportement cible, certains facteurs doivent être pris en compte : d'une part, les clients doivent pouvoir gagner un montant minimal de jetons pour un effort minimal, et d'autre part, les clients ne doivent pas gagner trop rapidement, ce qui rend plus d'efforts inutiles.
Parfois, la possibilité d'une punition par perte de jeton est incluse, techniquement appelée " coût de réponse " : un comportement perturbateur peut être sanctionné par une amende pour perte de jeton. Cela doit également être clairement spécifié avant le début de l'application. Les clients peuvent être impliqués dans la spécification des contingences.

## Autres caractéristiques d'une économie symbolique
Outre les 3 exigences de base, d'autres caractéristiques sont souvent présentes.

### Renforcement social
Le renforcement des jetons est essentiel, mais il s'accompagne toujours d'un renforcement social. Les jetons sont destinés à rendre le renforcement explicite et immédiat et à renforcer le comportement, mais en fin de compte le renforcement social devrait être suffisant pour maintenir ce qui a été appris.

### Façonner
Tous les principes de l'apprentissage opérationnel sont appliqués dans une économie symbolique. La mise en forme implique que les participants ne sont pas tenus de tout faire parfaitement à la fois, le comportement peut être acquis par étapes. Au départ, les participants peuvent être renforcés pour les comportements qui s'approchent du comportement recherché. Si le comportement ciblé est de maintenir son attention pendant une session de 30 minutes, les participants peuvent d'abord obtenir un renforcement (peut-être plus petit) pour 5 minutes d'attention.

### Renforcement immédiat
Le renforcement aura une plus grande influence sur le comportement s'il est donné peu de temps après l'émission de la réponse. Plus les gens doivent attendre longtemps avant d'obtenir une récompense, moins ils auront d'effet et moins ils apprendront. C'est le principe de la préférence temporelle. Le renforcement immédiat par jeton peut servir de pont pour des renforcements ultérieurs.

### Apprendre à planifier et à épargner des gains
Parfois, les participants peuvent obtenir des récompenses plus importantes, comme la permission de passer un week-end à la maison, d'aller au cinéma ou d'avoir une excursion en classe. Lorsque de telles récompenses sont données en une seule fois pour un comportement ciblé, les ressources rares sont rapidement épuisées et par conséquent, les incitations sont rapidement perdues. L'un des avantages des jetons est qu'ils peuvent être utilisés pour diviser les récompenses plus importantes en plus petites récompenses : les participants peuvent économiser des jetons pour acheter des récompenses plus « chères » plus tard. Cela signifie qu'ils ne devraient pas dépenser immédiatement tous les jetons gagnés pour de plus petites récompenses moins attrayantes, mais plutôt apprendre à planifier. De cette façon, ils peuvent acquérir la maîtrise de soi.

### Éventualités individuelles et collectives
La plupart des systèmes d'économies symboliques sont conçues pour les groupes. Le système fonctionne pour l'ensemble d'un quartier ou d'une classe. Dans ce groupe, il est possible d'ajouter des objectifs individuels spécifiques et des renforts. Bien qu'une économie symbolique soit parfois conçue pour une seule personne en particulier.

### Application cohérente
La puissance d'une économie symbolique dépend en grande partie de la cohérence de son application. Pour y parvenir, une formation approfondie du personnel encadrant est essentielle. Certaines économies symboliques échouent exactement sur ce point. Les économies de jetons impliquent des droits et des devoirs pour les participants ainsi que pour le personnel. Quand, selon le système, un participant mérite des jetons, il doit les obtenir, même lorsqu'un membre du personnel juge qu'il ne les mérite pas parce qu'il a été impoli la veille par exemple. L'éducation et la participation de la famille sont très importantes. Ils peuvent soutenir le système ou le miner, par exemple en donnant secrètement des récompenses non méritées.

### Système échelonné
Souvent, les économies symboliques sont des systèmes échelonnés. Les participants peuvent passer par différents niveaux jusqu'au plus haut niveau. À ce stade, les comportements sont exécutés sans renforcement symbolique. Les niveaux supérieurs exigent des comportements plus complexes. L'incitation à progresser d'un niveau à l'autre est la disponibilité de renforts de plus en plus désirables.

## Histoire de l'économie symbolique

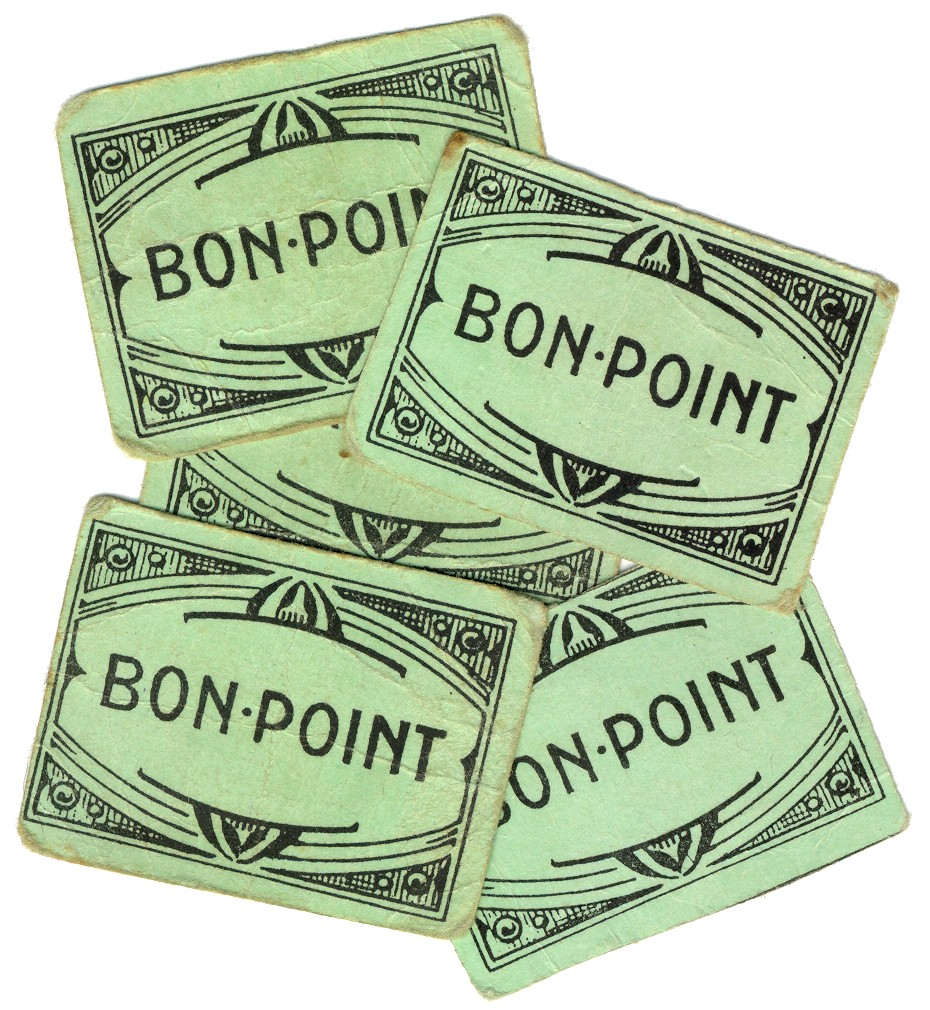
Bons points utilisés dans des écoles françaises.

Au début du XIXe siècle, bien avant que l'on ne connaisse l'apprentissage opérationnel, il existait des précurseurs de l'économie symbolique dans les écoles (bons points) et les prisons. Dans ces systèmes, des points pouvaient être gagnés et échangés contre de nombreux articles et privilèges différents. Ce n'est que dans les années 1960 que les premières vraies économies symboliques sont apparues dans les hôpitaux psychiatriques. Teodoro Ayllon, Nathan Azrin et Leonard Krasner ont été d'importants pionniers dans ces premières années,. La toute première économie symbolique portant ce nom a été fondée par Ayllon et Azrin en 1961 à l'hôpital Anna State Hospital dans l'Illinois. Dans les années 1970, les économies symboliques ont atteint un sommet et se sont répandues. En 1977, une première étude majeure sur le sujet (un essai contrôlé aléatoire), qui est toujours considéré comme une référence aujourd'hui, a été publiée. Cette étude a montré la supériorité d'une économie symbolique par rapport au traitement standard et à la thérapie environnementale spécialisée. Malgré ce succès, les économies symboliques ont décliné à partir des années 1980 notamment en raison de différents problèmes et de critiques.

## Problèmes et controverses
L'application d'économies symboliques avec des adultes est devenue un sujet de critique. Certains obstacles et l'évolution des soins en santé mentale ont causé des problèmes.

### Changements dans les soins aux patients
Les économies de jetons ont prouvé leur efficacité et leur utilité pour les patients psychiatriques chroniques, même s'il faut des mois, voire des années pour obtenir des résultats optimaux. Cette durée longue nécessaire pose des problèmes lorsque l'assurance et les politiques gouvernementales exigent de plus en plus des séjours à l'hôpital les plus courts possibles. Étant donné que l'accent a été mis sur le traitement communautaire, les soins ambulatoires et à domicile constituent souvent le choix privilégié par rapport à l'institutionnalisation. Cette décentralisation des méthodes de soins aux patients rend difficile la poursuite des études et le développement d'économies symboliques dans une méthode scientifique axée sur la recherche.

### Questions juridiques et éthiques
Les économies à jetons peuvent présenter des questions relatives aux droits des patients. Le droit d'avoir des biens personnels, le confort de base et la liberté de choix du traitement ont limité les possibilités des économies symboliques. En outre, les préoccupations éthiques et personnelles des membres du personnel ont été soulevées : est-il éthiquement justifié d'utiliser les cigarettes comme renforçateurs secondaires ; est-il humain d'avoir recours aux « récompenses et punitions » comme moyen de traitement (la modification du comportement est souvent réduite à cela par les opposants) ; le contact humain sincère n'est-il pas beaucoup plus précieux et efficace ; et les économies symboliques réduisent-elles l'interaction humaine au commerce, centrant ainsi l'attention (et le comportement) des patients sur les matériaux ?

### Résistance des patients
L'application d'une économie symbolique aux adultes déclenche parfois une résistance de la part des patients.

### Maintien et généralisation
Le problème du maintien des acquis et la généralisation vers de nouvelles situations ont été signalés. Lorsque les programmes de jetons s'arrêtent, le comportement acquis peut à nouveau disparaître.

### Motivation extrinsèque versus motivation intrinsèque
Un comportement récompensant pourrait augmenter la motivation extrinsèque et en même temps diminuer la motivation intrinsèque pour les activités.